# Bulbophyllum longipetalum
Bulbophyllum longipetalum är en orkidéart som beskrevs av Guido Frederico João Pabst. Bulbophyllum longipetalum ingår i släktet Bulbophyllum och familjen orkidéer. Inga underarter finns listade i Catalogue of Life.